# Zadarnowscy herbu Sulima
Zadarnowscy herbu Sulima – polski ród szlachecki wywodzący się z Polesia. 
Gniazdami rodu były Zadarnowo i Kotówka. Ich właścicielem za czasów panowania Zygmunta I Starego był protoplasta Zadarnowskich, niejaki Fedor Kot, posługujący się przydomkiem Ratold. Później rodzina weszła także w posiadanie majątku Bogusławicze (dziś część Załuzia). 

## Przedstawiciele
- Adolf Zadarnowski (1907–1940) – porucznik artylerii rezerwy, ofiara zbrodni katyńskiej;
- Irena Zadarnowska (1916–1986) – malarka, scenografka, Sprawiedliwa wśród Narodów Świata;
- Janusz Henryk Zadarnowski (1929–2014) – powstaniec warszawski i działacz polonijny;
- Stanisław Zadarnowski(inne języki) (ok. 1769–1821) – adwokat, członek loży masońskiej Przyjaciel Ludzkości(inne języki) w Grodnie;
- Stanisław „Ratold” Zadarnowski (1893–1926) – piosenkarz i autor tekstów;
- Stefan Zadarnowski (zm. ok. 1944) – inżynier leśnictwa, Sprawiedliwy wśród Narodów Świata.